# العادي (المفلحي)

تعديل مصدري - تعديل

العادي هي إحدى قرى عزلة المفلحي بمديرية المفلحي التابعة لمحافظة لحج، بلغ تعداد سكانها 372 نسمة حسب تعداد اليمن لعام 2004.